# NGC 6085
NGC 6085是星座北冕座中的一個螺旋星系。它的直徑約為225,000光年，也被歸類為LINER星系，並且是星系團阿貝爾2162的成員。

## 外部連結
- 维基共享资源上的相關多媒體資源：NGC 6085